# Chloropoea karschi
Chloropoea karschi är en fjärilsart som beskrevs av Hans Fruhstorfer 1903. Chloropoea karschi ingår i släktet Chloropoea och familjen praktfjärilar. Inga underarter finns listade i Catalogue of Life.